# Laura Mather
Laura Mather es una emprendedora, directora ejecutiva y experta en ciberseguridad estadounidense. Construyó su carrera creando soluciones de software innovadoras para la Agencia de Seguridad Nacional (NSA) y eBay.

## Estudios
1990-1994
Comenzó sus estudios universitarios en 1990, en la Universidad de Colorado. Cuatro años después, en 1994, terminó su licenciatura en Ciencias, en el programa de Matemáticas Aplicadas.
1994-1996
Continuó sus estudios dos años más en la misma universidad, consiguiendo un máster científico especializado en Computación.
1996-1998
Continuando por la misma línea, finalizó sus estudios en la Universidad de Colorado con un Doctorado en Computación, cuya tesis doctoral cubrió varias técnicas de procesamiento y agrupamiento del lenguaje natural, incluida la detección del lenguaje del documento y algoritmos de recuperación de motores de búsqueda más eficientes.
2000-2001
De 2000 a 2001 obtuvo el diploma de Programa Ejecutivo para Científicos e Ingenieros por la Universidad de California San Diego.

## Carrera
Mather comenzó su carrera profesional en la NSA (Agencia de Seguridad Nacional) como investigadora en el campo de las matemáticas a la vez que lo compaginaba con sus estudios durante 1995 a 1999. Era una de las primeras en clases de "Programa de Matemáticas Aplicadas", donde formó uno de los primeros grupos de minería de texto de la NSA. El grupo buscaba texto anómalo en varios informes de inteligencia.
Después de trabajar para la NSA, trabajó dos años para Britannica.com, una división de Encyclopedia Britannica, donde hizo trabajo de investigación y desarrolló su primer motor de análisis de uso de sitios web. El motor ayudó a los editores de Britannica a decidir qué artículos actualizar basándose en observaciones como por ejemplo,  cuando un usuario consulta 'Britney Spears', los resultados de la búsqueda solo incluían artículos sobre 'Armamento nativo americano’.
En 2003, Mather se encontró con un departamento poco conocido en eBay llamado “Trust and Safety”(Confianza y Seguridad). Este grupo tenía un problema interesante: los delincuentes en línea estaban robando cuentas de eBay a través de correos electrónicos fraudulentos, que luego se conocería como "phishing", para estafar a usuarios de eBay. Dado que este problema nunca había existido antes, no había candidatos que lo hubieran estudiado en la escuela. En cambio, eBay buscaba a alguien que "supiera un poco sobre la aplicación de la ley y un poco sobre el comportamiento de los usuarios en los sitios web". La trayectoria profesional única de Laura Mather, desde la NSA hasta Britannica.com, la convirtió en la candidata perfecta, culminando en el cargo de jefa de prevención de fraude global para eBay y PayPal. Consiguió reducir significativamente el robo de cuentas, el phishing y otras actividades fraudulentas. Desempeñó un papel clave en una importante iniciativa de la industria para el bloqueo del navegador de sitios de phishing.
Tras trabajar con eBay continuó con su labor de detección de sitios de phishing y productos falsificados para empresas minoristas y de servicios financieros globales mediante la creación de tecnologías empresariales basadas en el almacenamiento de datos y el análisis predictivo, ejerciendo el cargo de científica experimentada para MarkMonitor. Además de mejorar la seguridad del consumidor para el phishing, el fraude en línea y el crimen digital en la empresa Anti-Phishing Working Group.
En 2008 funda su propia empresa de ciberseguridad, Silver Tail Systems, que utilizaba análisis de comportamiento en tiempo real para mapear el comportamiento normal del usuario e identificar anomalías en ese comportamiento y prevenir el fraude en línea. Brindaba protección de sitios web a instituciones financieras globales contra el fraude en Internet y otros riesgos de seguridad mediante el uso de análisis de big data. Silver Tail Systems tuvo tanto éxito que RSA / EMC compró la empresa en 2012 por 250  millones de dólares.
En 2013 Mather desarrolla Talent Sonar, un software empresarial que proporcionó una plataforma para eliminar los prejuicios inconscientes en la contratación de talentos.
Talent Sonar, es la única plataforma de contratación que aborda los prejuicios inconscientes en cada etapa del proceso de contratación. En lugar de centrarse únicamente en la revisión del curriculum vitae o las entrevistas estructuradas, Talent Sonar aprovecha la tecnología de empuje y el aprendizaje automático para eliminar el sesgo inconsciente de todos los aspectos del proceso, desde la redacción de la primera descripción del trabajo hasta la realización de la entrevista final. Laura Mather se encargó personalmente de la estrategia de comercialización de dicho software que fue presentado a las empresas más grandes de los Estados Unidos compilada por la revista Forbes, entre ellas Nike, Time Warner, Genentech, Intel y eBay.
Actualmente trabaja como asesora en empresas importantes de seguridad como Kenna Security, Zummigo, Elevate Security. Entre sus labores, ofrece orientación estratégica a la empresa, detección de fraudes, relaciones con los analistas,  privacidad de datos en cuanto a la seguridad de móviles, etc. Además es una de las directoras de Modulus Data, dirigiendo estratégicamente el crecimiento de la empresa que distribuye software (SAAS Company or Software As A Service Company),  experto en integración de datos para aplicaciones de recursos humanos.

## Reconocimientos
Mather siempre ha convertido en una prioridad el avance de las mujeres en la tecnología y en campos no tradicionales. Fue mentora en Everwise, ayudando a guiar a los protegidos de alto potencial a través de sus primeros emprendimientos comerciales y desarrollando sus capacidades de liderazgo. Actualmente se centra en el desarrollo de tecnología que ayudará a que las mujeres y las personas de color de Silicon Valley avancen.
Ha recibido numerosos premios y distinciones. Ganó el Premio al Emprendimiento Tecnológico del Instituto Anita Borg en 2017.Es una de los 50 miembros potenciales de la junta en la”Agenda Magazine”, una revista en la que se incluyen a  las personas más creativas en los negocios de Fast Company, también es una de los 25 ingenieros más poderosos de Business Insider, una de las emprendedoras más poderosas de Fortune y una de las mejores pensadoras globales por Foreign Policy.
Oradora con gran experiencia en conferencias globales de negocios, tecnología y liderazgo en temas como la privacidad de datos, la ciberseguridad, recursos humanos y emprendimiento en Techonomy, el NationalCenter for Women in Technology Summit, Fortune's Most Powerful Women Next Generation Summit y Ad Week, entre otros.